# Sicciaemorpha ivyalba
Sicciaemorpha ivyalba is een beervlinder uit de familie van de spinneruilen (Erebidae). De wetenschappelijke naam van de soort is, als Sicciaemorpha i.v.y.-alba, voor het eerst geldig gepubliceerd in 1920 door van Eecke.